# Caller ID

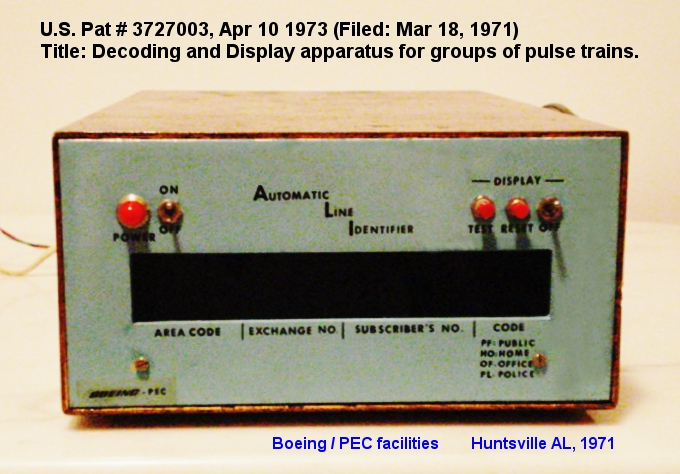
Первый caller ID

Caller ID — телефонная услуга, которая позволяет получить номер вызывающего абонента.
Caller ID number позволяет получать номер телефона, а Caller ID name позволяет видеть и имя и/или фамилию абонента или название организации, где зарегистрирован телефонный номер.
Полный формат передаваемых со звонком данных выглядит следующим образом:
«Name Surname» <1234567>.

## История появления
Метод для отправки запроса и получения Caller ID информации в интервале между звонками был изобретён Кэролин А. Доути (Carolyn A. Doughty). Это изобретение было зарегистрировано для США 12 июля 1983 года. 15 апреля 1986 года компания AT&T Bell Laboratories (ныне Bell Labs) запатентовала это изобретение (номер патента 4.582.956).
Caller ID был впервые использован в Нью-Джерси в 1987 году отделением компании Bell в Нью-Джерси. Телефонная компания была заинтересована получить дополнительный доход от инвестиций в области новых быстродействующих систем сигнализации в сетях. Эти новые системы используют отдельный сигнальный канал, основанный на стандарте SS7, чтобы устанавливать, завершать, контролировать вызовы и другие данные о звонке. Этот отдельный сигнальный канал работает с большим количеством одновременных звонков и может прерывать несанкционированные/незаконные вызовы.
В настоящее время существуют два типа Caller ID. Первый (часто упоминаемый, поскольку это базовая услуга) возвращает только номер звонящего или сообщение ошибки и дату/время звонка.
Второй (расширенный Caller ID) также может возвращать директивную информацию о звонящем, кроме его номера. Как минимум, имя владельца номера телефона (владелец и звонящий могут быть разными людьми, и телефонная компания не может определить, кто фактически на линии).
До систем SS7 телефонные компании использовали Automatic number identification (ANI) для регистрации звонков. Лишь в нескольких исключениях телефонная станция не давала дополнительную информацию. К этим исключениям относились уполномоченные службы типа 911 и законодательных агентств, а раньше — ещё и абонентов 800-х и 900-х номеров. Даже сегодня Automatic number identification (ANI) всё ещё используется этими службами. С тех пор Automatic number identification (ANI) полностью независим от Caller ID, и может показать номер звонящего, даже когда он блокировал его.
С развитием новых SS7-систем стало практически легко отправить идентификацию через телефонную сеть к центральному офису, обслуживающему указанную службу. Этот аспект SS7 известен как Calling Party Number Message (CPNM). CPNM включает в себя номер звонящего, и, хотите вы или нет, абонент, которому вы звоните, узнает ваш номер. Обратите внимание на то, что CPNM отсылает номер звонящего независимо от того, хочет он или нет этого, даже если он заблокировал свой номер для определения.
Главная проблема, которая мешала ввести Caller ID в повседневную жизнь — это проблема секретности. В нескольких государствах создание Caller ID было замедлено группами защитников секретности абонента. Эти группы утверждали, что Caller ID — это вторжение в личную жизнь звонящего. В апреле 1994 года Федеральная комиссия коммуникаций (FCC) выпустила указ, который установил всемирный стандарт для Caller ID. Наряду с этим указом телефонные компании были должны абоненту предложить возможность блокировать свой номер для определения.
Подавление Caller ID через сервисный DTMF-код используется в Албании, Аргентине, Австралии, Бразилии, Финляндии, Дании, Исландии, Нидерландах, Швеции, Бразилии, Саудовской Аравии и Уругвае.
Правительство США заявило, что они намереваются сделать доступным Caller ID по всему миру к середине 1995 года. Полный текст этого заявления вы можете найти в указе Федеральной комиссией коммуникаций под номером DC-2571 от 8 марта 1994 года.

## Стандарты Caller ID
Bellcore стандарт используется в США, Канаде, Австралии, Китае, Гонконге, Сингапуре, Италии и некоторыми телефонными компаниями Великобритании. В нём запрос отсылается после первого звонка и использует 1200-бодную модуляцию тона Bell. Данные могут быть отосланы SDMF-форматом, который включает в себя дату, время и номер в MDMF-формате, который включает в себя также и имя звонящего.
British Telecom развивала свой собственный стандарт, который начинает с аннулирования линии, затем посылает данные, такие как CCITT-тоны модема в MDMF-формате. NTT в Японии создала свою собственную FSK-систему.
Стандарт Европейского института стандартов телесвязи (ETSI) (номер стандартов: ETS 300 659-1 и −2, и ETS 300 778-1) позволяет использовать 3 физических пути (Bellcore, ВТ, CCA), объединённых 2 форматами данных (MDMF, SDMF), плюс DTMF-система. Франция, Германия, Норвегия, Испания, Южная Африка и Турция используют ETSI-стандарт, по форматам похожий на ВТ-стандарт.
В России применяются различные стандарты Caller ID в зависимости от провайдера. При этом самым распространённым стандартом является ETSI.

## Подмена Caller ID
Современная передача вызовов предполагает технологические возможности подмены Caller ID при посылке вызова, вместо реального Caller ID. Это может приводить к парадоксам биллинга — тарификации вызовов, если он основан на Caller ID. Для большинства пользователей информация Caller ID, высвечиваемая на телефоне при входящем вызове, является абсолютно достоверной, хотя технически является просто «обратным адресом» звонка, который можно подменить на любой, включая «адрес назначения». Во многих странах подмена Caller ID противозаконна, так как может быть инструментом телефонного хулиганства и телефонного терроризма.

## Как Caller ID получает информацию
FSK-стандарт: поток данных (1200 бод, стартовый бит, 8 битов информации, 1 стоповый бит) передаётся частотной модуляцией с центральной частотой 1700 Гц перед первым или перед вторым звонком на линии. Обратите внимание, что это не Bell 212 или CCITT v22 стандарты, так что стандартный модем не будет способен получить эту информацию, однако большинство модемов имеет специальную функцию определения номера.
DTMF-стандарт: цифры номера передаются таким же способом, как и тональный набор номера — короткими двухчастотными посылками. Как правило, номер обрамлен специальными DTMF-кодами начала и завершения пакета.
В настоящее время существуют два типа возвращаемой информации: «короткое форматирование» содержит дату/время запроса и номер звонящего или сообщение об ошибке. «Длинное форматирование» отсылает имя владельца номера и, возможно, адрес звонящего. Поток «короткого форматирования» состоит из пустых значений, сопровождаемых двумя байтами префикса, содержащих дату (месяц/день), время (формат 24 часа) и номер звонящего, включая кодекс области в формате ASCII. Большинство модемов/Caller ID устройств будет форматировать данные, но сырой поток напоминает это: 041230323238313433343430373535353737373 7хх (префикс) или 02281334407555777 (номер). Форматированная информация выглядит так: Date — Feb 28 Time −1:34 pm Number-(495) 517-3140